# Génos (Altos Pirenéus)
Génos é uma comuna francesa na região administrativa de Occitânia, no departamento dos Altos Pirenéus. Estende-se por uma área de 23,63 km². Em 2010 a comuna tinha 138 habitantes (densidade: 5,8 hab./km²).